# Amber Smith

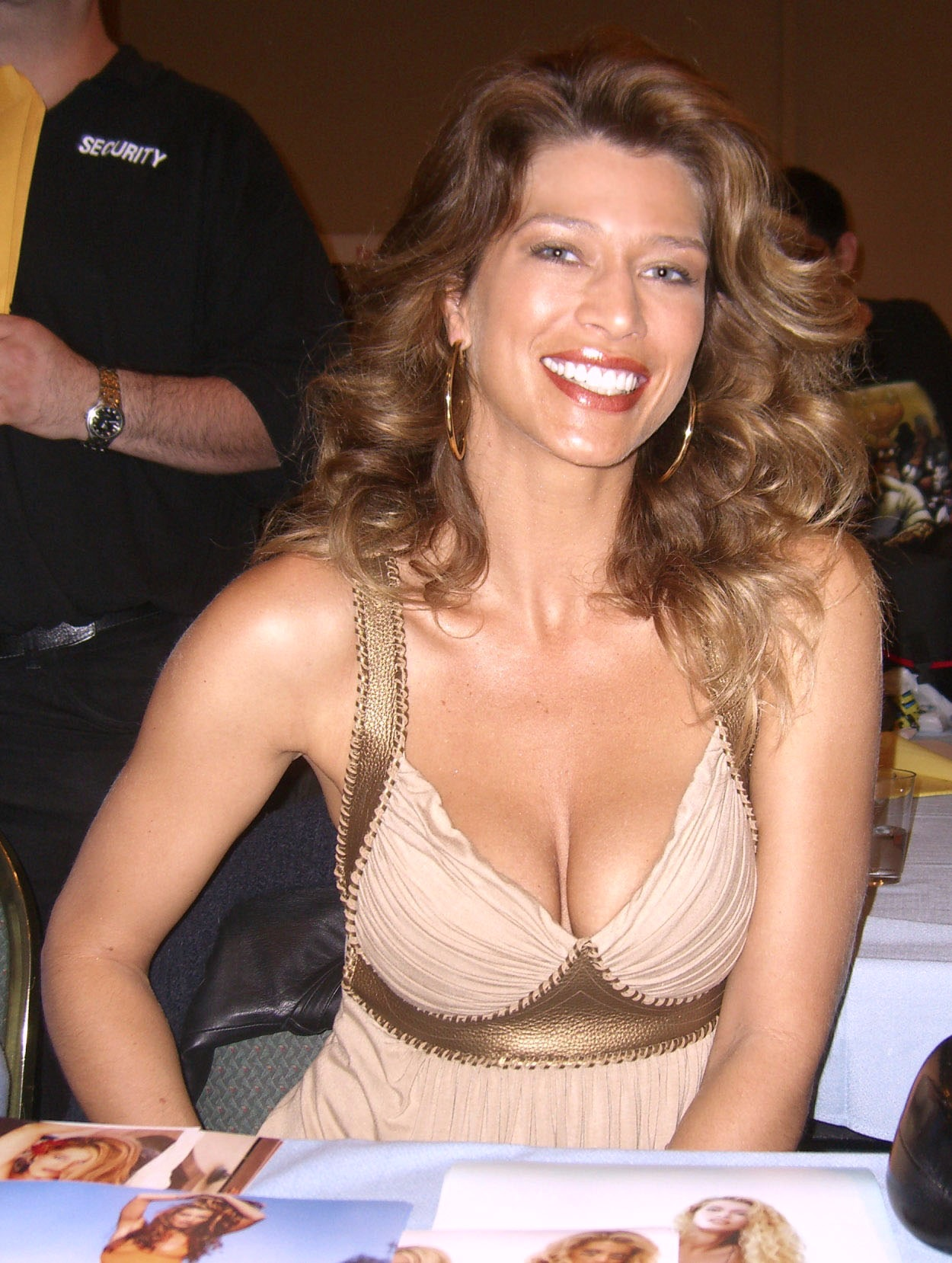
Amber Smith (2009)

Amber Smith (* 2. März 1971 in Tampa, Florida) ist eine US-amerikanische Schauspielerin und Model.

## Leben
Amber Smith war das einzige Kind des NFL-Spielers Russell Smith und des Fotomodells Carol Smith. Sie trat in die Fußstapfen ihrer Mutter, als sie mit 15 Jahren ihre Model-Karriere begann. Sie fing mit Werbeanzeigen in lokalen Zeitungen und wöchentlichen Mode-Shows im Holiday Inn an.
Kurz bevor sie 16 wurde, ging sie nach Paris und arbeitete 4 Jahre als Model. Der Durchbruch gelang ihr, als ihre blonden Haare rot gefärbt wurden, wodurch sie eine große Ähnlichkeit mit Rita Hayworth aufwies. Smith wurde in vielen Magazinen abgebildet und zum ersten Wonderbra-Model.
Smith zierte die Titelseiten von einschlägigen Mode-Zeitschriften wie z. B. Vogue, Elle, Cosmopolitan und Marie Claire sowie dem Playboy. Es folgten Werbeauftritte für L’Oréal, Buffalo Jeans, Camel, Volkswagen und Panama Jack. Auf dem Laufsteg präsentierte sie unter anderem Mode von Chanel und Jean-Paul Gaultier.
Im Psycho-Horror-Film Dead End spielte sie die weiße Frau, die von einer Familie nachts verwirrt in einem Wald aufgelesen wird, ohne zu wissen, dass das den Tod der Familie bedeutet. Smith nahm in der 2. Staffel der Reality-TV-Show Celebrity Rehab with Dr. Drew teil und ließ sich während eines Drogenentzuges begleiten.

## Filmografie
- 1992: Inferno (Fernsehfilm)
- 1993–1995: Foxy Fantasies (Fernsehserie, zwei Folgen)
- 1996: Lowball
- 1996: Der Hochzeitstag (Faithful)
- 1996: Das Begräbnis (The Funeral)
- 1996: Liebe hat zwei Gesichter (The Mirror Has Two Faces)
- 1997: Red Shoe Diaries 7: Burning Up
- 1997: Private Parts
- 1997: Below the Law – Nur der Tod ist Zeuge (Laws of Deception)
- 1997: L.A. Confidential
- 1997: Die Playboy-Falle (How to Be a Player)
- 1997: Head Over Heels (Fernsehserie, eine Folge)
- 1997: Mars – The Dark Secret (Mars)
- 1997: Friends (Fernsehserie, eine Folge)
- 1997: Sleeping Together
- 1998: Frank, Dean und Sammy tun es (The Rat Pack, Fernsehfilm)
- 1998: V.I.P. – Die Bodyguards (V.I.P., Fernsehserie, eine Folge)
- 1998: Pacific Blue – Die Strandpolizei (Pacific Blue, Fernsehserie, eine Folge)
- 1999: Palm Beach-Duo (Silk Stalkings, Fernsehserie, zwei Folgen)
- 1999: American Beauty
- 2000: Dirk and Betty
- 2000: Deadly Affair
- 2001: Radio Talk – Verführung um Mitternacht (The Midnight Hour)
- 2001: Tomcats
- 2001: So High (How High)
- 2001: Reasonable Doubt
- 2002: New Suit
- 2003: Dead End
- 2007: Sin City Diaries (Fernsehserie, 13 Folgen)
- 2010: Lingerie (Fernsehserie, 13 Folgen)
- 2012: White Mule (Kurzfilm)